# Microcrédit personnel
Le microcrédit personnel accompagné est un prêt d’un montant de 300 € à 8 000 € remboursable sur 6 à 84 mois bénéficiant d'un taux d’intérêt modéré (3,5 % en moyenne) dont l’objectif consiste à financer des petits projets (voiture, permis, équipement…) portés par des personnes dont les ressources ne leur permettent pas de prétendre à un crédit à la consommation. Le microcrédit personnel, appelé aussi microcrédit social, se distingue du don car même si son obtention dépend de la situation sociale de l’emprunteur (chômage, contrat précaire…), il s’agit d’un prêt qui doit être remboursé. En cela, l’emprunteur est responsabilisé et revalorisé : c’est une relation de confiance qui s’instaure et surtout d’autonomie : une fois le microcrédit remboursé, l’emprunteur ne doit rien « à la société ».
Le rôle du Fonds de cohésion sociale (FCS), créé en 2005, est d’apporter une garantie aux prêts octroyés aux bénéficiaires d'un microcrédit personnel. En effet, le FCS garantit à 50% le microcrédit personnel destiné au financement de projets de vie. La contribution du FCS (plus de 70 millions d’euros) a rendu possible la garantie d’un nombre total de 54 000 microcrédits personnels au 31 décembre 2013.
En région Ile-de-France, le microcrédit personnel se développe essentiellement grâce à un dispositif mis en place par le Crédit municipal de Paris. Un réseau d’établissements financiers, de services sociaux, d’associations et de Conseils généraux s’est constitué autour du Crédit municipal de Paris pour l’accompagnement des demandeurs et l’instruction de leurs dossiers.
Les principaux opérateurs pour le microcrédit personnel sont référencés sur le site www.france-microcredit.org.
À noter que l'Adie propose un microcrédit personnel pour l'emploi lorsqu'un salarié a " besoin d'un microcrédit urgent pour accéder ou conserver son emploi"...

## La charte du microcrédit personnel
Le Comité d’orientation et de suivi de l’emploi des fonds (Cosef) du FCS géré par la Caisse des dépôts et consignations, a adopté le 29 avril 2009 les principes qui suivent :
- Le microcrédit personnel garanti est un prêt bancaire accordé à une personne physique n’ayant pas accès au « crédit bancaire » octroyé par une banque, une association ou une fondation habilitée en application du Code monétaire et financier (article L. 511-6 5°). Le microcrédit permet de financer un projet de vie porté par une personne qui dispose d’une capacité de remboursement. Les dispositions législatives et réglementaires relatives au prêt à la consommation s’appliquent à ce crédit.
- L’emprunteur est obligatoirement accompagné par un acteur social ou associatif, qui évalue le projet de l’emprunteur et s’assure de la bonne marche de ce projet. La décision d’octroyer le prêt relève de la responsabilité du prêteur. Les modalités d’accompagnement de l’emprunteur doivent être adaptées à chaque cas et déterminées au moment de l’octroi du prêt. Si une personne bénéficie de plusieurs accompagnements, un référent unique doit être désigné pour l’accompagnement du prêt, qu’il assure alors avec les divers accompagnants.
- Le prêt est à taux fixe, remboursable par mensualités constantes et non renouvelable. Les plafonds de durée et de montant sont déterminés par le Cosef. Des dérogations de montant et de durée ont été accordées par le Cosef pour des expérimentations.
- Les personnes présentant une situation de surendettement peuvent être éligibles au microcrédit personnel garanti sur base d'une évaluation au cas par cas.
- Pour l’octroi du microcrédit personnel, il est préférable d’éviter la demande de caution, sauf si elle contribue substantiellement à la solvabilité de l’emprunteur.
- S’agissant du recouvrement, le prélèvement automatique sur un compte bancaire est encouragé car il contribue à une meilleure bancarisation. Le remboursement par octroi de découvert bancaire est exclu.
- En cas d’incident de paiement et dès le premier impayé, le prêteur prend contact avec l’emprunteur et informe l’accompagnant dans les plus brefs délais afin que celui-ci puisse analyser la situation de l’emprunteur. Cette analyse peut conduire, s’il y a lieu, à une proposition d’aménagement des conditions de remboursement du prêt.
- Sauf mauvaise foi évidente, le prêteur est invité à ne pas appliquer de pénalité de retard.
- Les collectivités locales sont invitées à faire porter particulièrement leurs efforts en matière de microcrédit sur le financement de l’accompagnement.
- Les prêts et l’accompagnement font l’objet de rapports permettant d’analyser l’activité, son développement et ses évolutions.

## Demandeur de crédit type
Il s'agit d'une personne physique en situation de difficulté d’accès au crédit bancaire. La situation financière de la personne est précaire (faiblesse des revenus). L'âge et la maladie peuvent être des facteurs aggravants. 

## Raisons principales
Les raisons du choix d'un microcrédit personnel sont les suivantes : 
- Difficulté d’accès aux services financiers traditionnels : soit concernant les comptes bancaires (- de 2 % de la population), soit concernant le crédit (40 % de la population française n’a pas accès au crédit).
- Difficulté d’usage des services financiers. Les deux types de difficultés concernent les chèques (2 millions de personnes sont inscrites au fichier central des chèques) ou les crédits (2 millions de personnes inscrites au fichier des incidents de crédit aux particuliers – FICP).

## Établissements qui accordent des microcrédits personnels

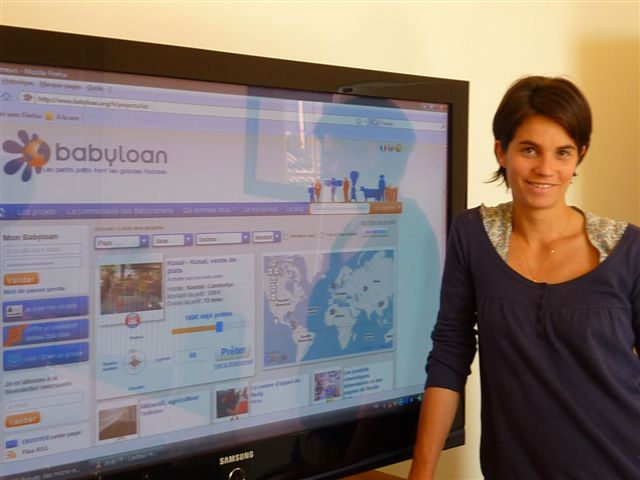
Aurélie Duthoit - cofondatrice de Babyloan

Les établissements bancaires concernés sont :
- Caisse des dépôts.
- Crédit Municipal de Paris.
- Crédit Municipal de Bordeaux.
- Crédit Coopératif.
- Banque populaire.
- Caisse d'Epargne.
- Créasol.

Outre ces établissements, il existe des plateformes web de microcrédit solidaire, telle Babyloan qui est le site pionnier en France en 2008 et est devenu en 2011 « la première plateforme européenne de prêts solidaires de personne à personne » ; ou encore Finfrog qui propose en France depuis 2016 des micro-crédits à destinations des particuliers. 